# Koninklijk Paleis van Brussel

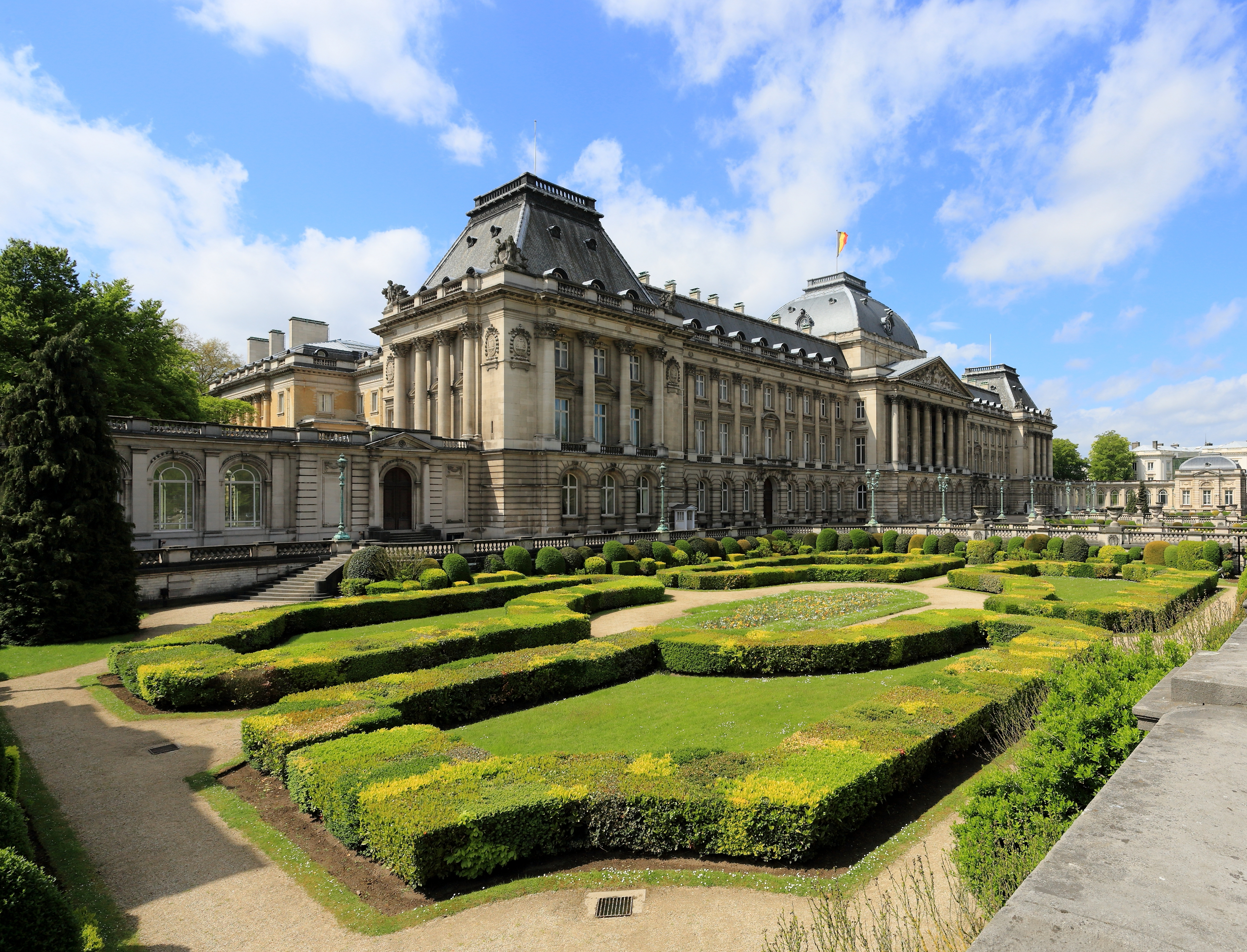
Het Koninklijk Paleis van Brussel in 2013.

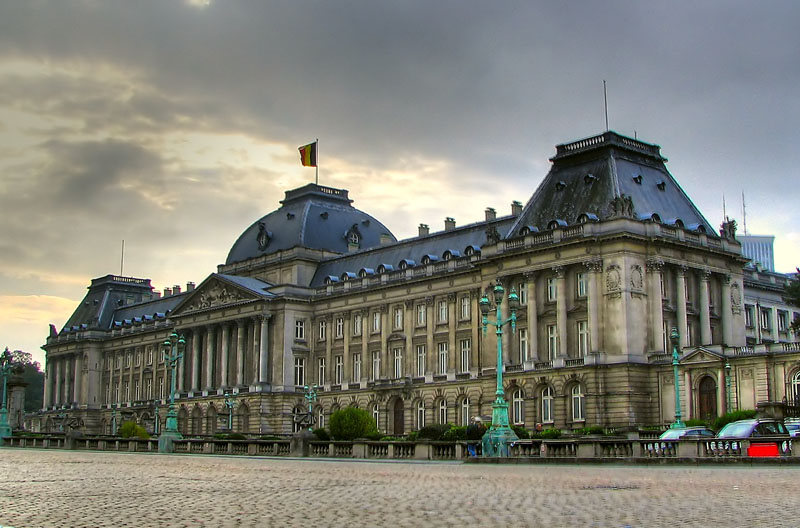
Het Koninklijk Paleis van Brussel in 2006.

Het Koninklijk Paleis van Brussel (Frans: Palais royal de Bruxelles; Duits: Königspalast von Brüssel) is een paleis in het centrum van Brussel, gelegen op het Paleizenplein, vlak voor het Warandepark. Het paleis is formeel de voornaamste koninklijke residentie in België. Het is het officiële adres van het hof. De kantoren van het huis van de koning en de diensten van andere leden van de koninklijke familie zijn er ondergebracht.
De koning gebruikt het als werkpaleis, waar hij meestal audiënties verleent. Het paleis wordt ook gebruikt voor koninklijke recepties, feesten en andere plechtigheden.
De koning woont niet in dit paleis, hoewel hij er formeel over appartementen beschikt. De gebruikelijke woonplaats van de koning is het Kasteel van Laken, dat enkele kilometers buiten het stadscentrum ligt.

## Geschiedenis
De plaats van het huidige koninklijk paleis behoorde tot het gebouwencomplex rond het voormalige Paleis op de Koudenberg, de vroegere residentie van de hertogen van Brabant. Nadat het paleis in 1731 door een brand was verwoest, werd het hele complex in 1774 afgebroken en werden er gebouwen in classicistische stijl rond het Warandepark aangelegd. Aan de kant van de Koudenberg kwamen er twee officiële gebouwen die later het paleis zouden vormen: de ambtswoning van de gevolmachtigde minister, bekend als het hôtel Belgiojoso, en die van de militaire bevelhebber, bekend als het hôtel Bender.
Het hôtel Belgiojoso werd daardoor de zetel van de politieke macht in de Zuidelijke Nederlanden. Tijdens de Brabantse Omwenteling zetelde daar het Soeverein Congres, de regering van de Verenigde Nederlandse Staten. Na de annexatie door Frankrijk resideerde de Franse prefect er.

### Verbouwing tot paleis
Bij de oprichting van het Verenigd Koninkrijk der Nederlanden in 1815 werd bepaald dat de koning een deel van het jaar in Brussel zou resideren. Omdat er geen echt paleis beschikbaar was (het Paleis van Karel van Lotharingen, dat het oude Paleis op de Koudenberg moest vervangen, werd gebruikt als museum) kreeg de nieuwe koning Willem I de twee ambtswoningen Belgiojoso en Bender ter beschikking. Deze gebouwen waren van elkaar gescheiden door een centrale laan. De bedoeling was ze om te vormen tot één paleis door de scheidingsruimte op te vullen.
Architect des Konings Ghislain-Joseph Henry begon de bouwwerken, maar overleed nog voor de aanvang van de eerste fase (1820). Het werk begon traag en de architecten begonnen onderling te ruziën. Het werd zelfs zo erg dat de nieuwe architect Charles Vander Straeten werd ontslagen. Hij werd vervangen door Tieleman Franciscus Suys. Die stond onder grote druk, want de koning werd ongeduldig. Bovendien moesten nog een paar belangrijke zaken worden afgewerkt, met beperkte middelen; de koning had bijvoorbeeld laten besparen op alle beeldhouwwerk.
Het resultaat was een strenge gevel (1826), die niet zo in de smaak viel bij de burgerij. De binnenkant werd beter ontvangen: Suys mocht daar meer zijn zin doen. Zo werden verschillende zalen vergroot, waaronder de Empirezaal. Rond 1829 kon de koning eindelijk in zijn paleis vertoeven. Dit was echter van korte duur, want in 1830 brak de Belgische Revolutie uit.

### Latere verbouwingen
Toen koning Leopold I op 21 juli 1831 de troon besteeg, kon hij beschikken over een gloednieuw paleis, dat hij echter weinig gerieflijk vond. In 1859 werden er plannen gemaakt om het paleis uit te breiden. Toen de bouw in 1865 aanvatte, overleed de eerste koning der Belgen. Zijn zoon Leopold II kreeg van de staat 700.000 frank om het paleis te verfraaien. Een paar salons kregen een nieuwe verflaag en de oude eretrap werd heringericht. Opnieuw werd de bouw van het paleis vertraagd, maar in 1877 was de eerste fase achter de rug. Het geld was echter op, zodat de voorziene vergulding moest worden uitgesteld. Uit deze tijd stammen de monumentale Eretrap en de Troonzaal, waar Auguste Rodin voor de bas-reliëfs zorgde. Leopold voorzag het paleis van bronzen gasluchters versierd met geslepen kristal.
Wel was de oppervlakte van het paleis verdubbeld. De koning kon zich nu bezighouden met de inrichting van het paleis. Tegen het einde van de regering van koning Leopold II werden eveneens werken uitgevoerd aan de te strenge en te sobere voorgevel. Omdat Suys inmiddels was overleden, werd Henri Maquet aangesteld. Financiële problemen waren er niet en de bouw kon opnieuw beginnen. De gevel kreeg nu een monumentaal karakter en werd van de straat gescheiden door voortuinen. Daarvoor werd het Paleizenplein, het plein voor het paleis, iets verschoven ten koste van een zuidelijke strook van het Warandepark.
De kosten waren aanzienlijk - dertien miljoen goudfranken - en het werk was bovendien niet voltooid toen de koning stierf. Leopold II had intussen zelf twee gebouwen aan beide zijden van het paleis, het hôtel Bellevue en het hôtel Walckiers, aangekocht en liet ze door een galerij met het paleis verbinden.
Na de dood van koning Leopold was de Congozaal nog niet voltooid. Op de wanden moesten allegorische taferelen komen over de Onafhankelijke Congostaat. Na de dood van Leopold II in december 1909 besloot koning Albert I deze oppervlakten te vullen met spiegels. Deze zaal werd de Spiegelzaal.
Sindsdien is het paleis niet meer wezenlijk veranderd. Wel werd in 2002 op verzoek van koningin Paola het plafond van de Spiegelzaal gewijzigd. Het plafond, dat nooit was afgewerkt, werd door kunstenaar Jan Fabre volledig ingelegd met groene schubben van de exotische Thaise juweelkever. Het kunstwerk kreeg de naam Heaven of Delight. Het duurde ruim drie maanden om de anderhalf miljoen groene schildjes een voor een te bevestigen. Uiteraard was deze aanpassing een probleem voor Monumentenzorg, aangezien het paleis volledig beschermd patrimonium is. Dankzij een impuls van de kunstkenner Jan Hoet kreeg Jan Fabre uiteindelijk zelfs toestemming om een van de drie grote kroonluchters te transformeren. De koningin was onder de indruk, en heeft zelf haar eigen initiaal vervaardigd op het plafond.
Rond 2010 werden sommige zalen van het paleis ingericht als vergaderzalen, met aangepaste geluidsinstallaties en inrichtingen voor simultaanvertaling. In maart 2023 begonnen renovatiewerken aan onder meer de gevels van de werkplek van de koning. Er kwam ook dubbele beglazing. Het project zou ongeveer 6 miljoen euro kosten.

## Architectuur

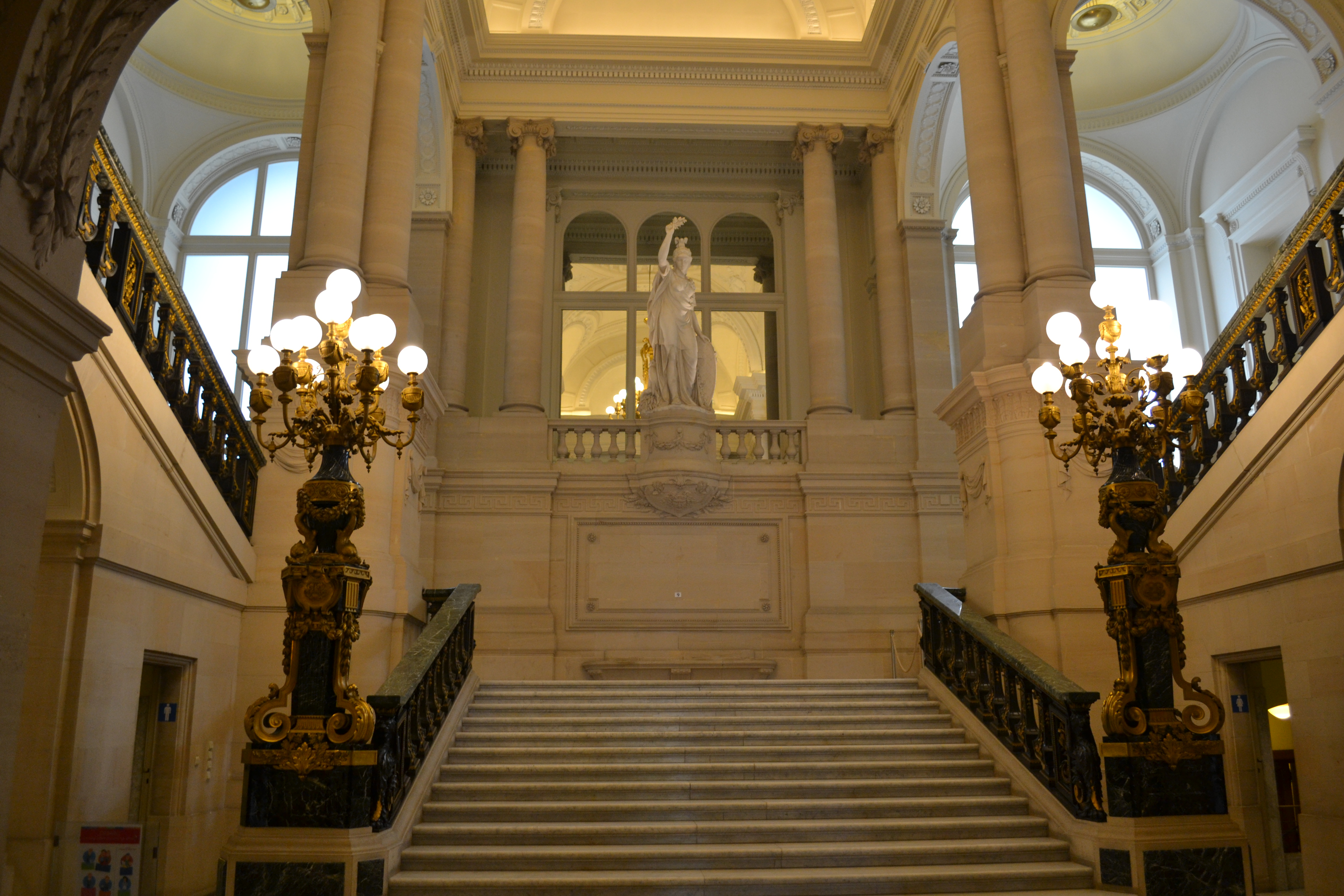
De hoofdtrap in het Koninklijk Paleis van Brussel ontworpen door Alphonse Balat voor koning Leopold II van België.

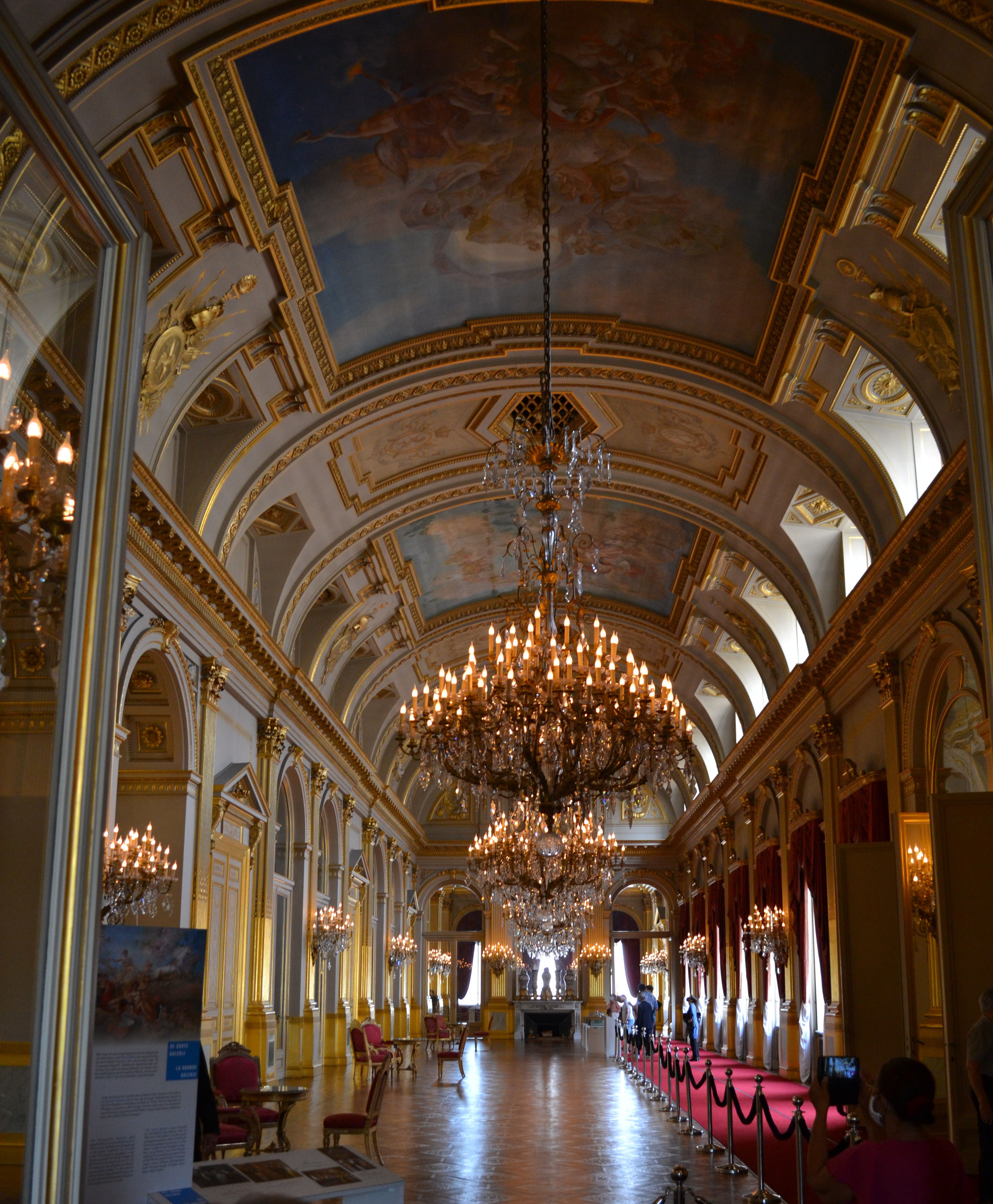
Grote galerij in het Koninklijk Paleis van Brussel met plafondschilderingen van Charles-Léon Cardon.

Het paleis wordt gekenmerkt door veel neostijlen, waar Leopold een aanhanger van was. Van het oude paleis bleven alleen de zuilengalerij en het balkon bewaard. De straat werd verschoven, zodat er plaats was voor een voortuin, bestaande uit drie ingegraven parterres. De gevel, die volledig symmetrisch is, werd in het midden bekroond met een groot fronton. Langs de straatzijde zijn er twee erehekken en op de hoeken twee paviljoenen.
Het paleis heeft ook drie binnenplaatsen en aan de achterkant een grote tuin.
De salons zijn gebouwd in functie van de ceremoniële rol. Er is een eetzaal, troonzaal, grote galerij, spiegelzaal en eretrap. Sommige salons zijn intact gebleven, zoals de Empiresalon, die een paar jaar geleden gerestaureerd werd. Het merendeel dateert nog van vóór Leopold II.
De koning voegde een paar grote zalen toe zodat het paleis niet voor andere grote koninklijke residenties moest onderdoen; hij betaalde alles zelf met geld uit de Onafhankelijke Congostaat. Het interieur bevat Frans meubilair geschonken door de schoonouders van koning Leopold I, stukken uit de Oostenrijkse tijd en nog een deel meubels van Napoleon en Willem I. Nadien werd alles aangevuld met stukken uit de koninklijke collectie van Leopold II; hij verkoos meubelen in de eclectische Lodewijk XVI-stijl.
Op de eerste verdieping vinden we dan ook veel staatssalons en zalen die verlicht zijn met prachtige luchters, wat toentertijd zeer modern was.

## Functie

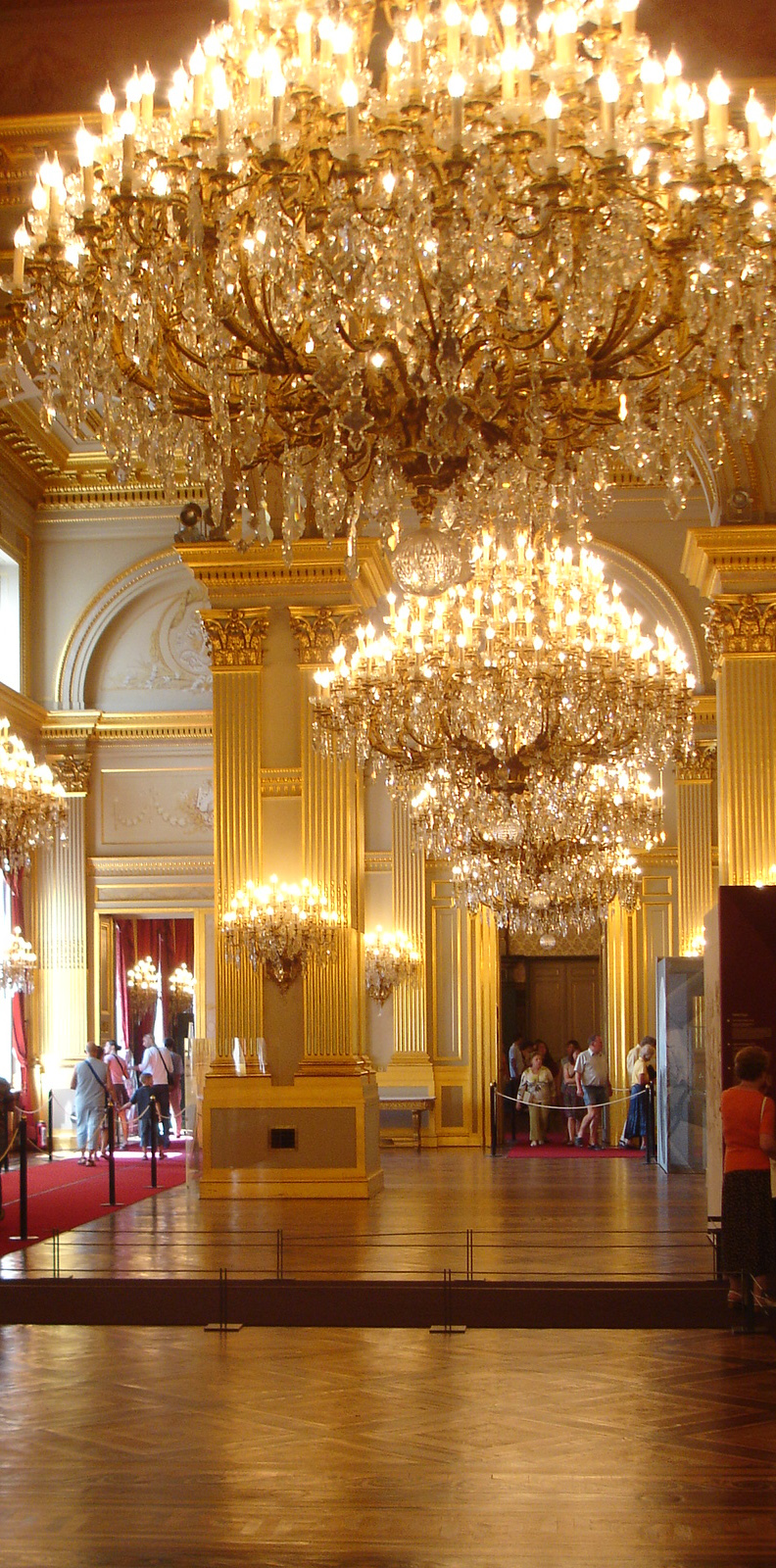
De Troonzaal, met de grote luchters

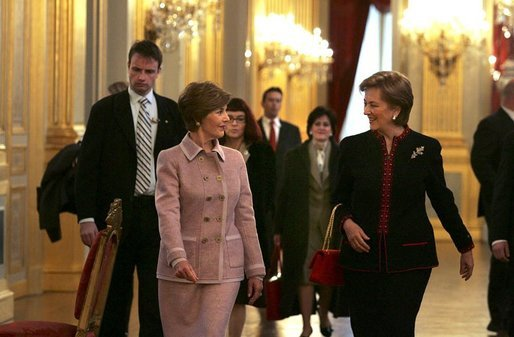
Koningin Paola, zesde koningin der Belgen, samen met de Amerikaanse first lady Laura Bush. Koninklijk paleis te Brussel, 21 februari 2005.

Het Koninklijk Paleis is eigendom van de Staat, die ook voor het onderhoud instaat. Een aantal gebouwen rond het paleis, zoals het Hôtel Bellevue (waar nu het BELvue Museum is), behoren tot de Koninklijke Schenking.
Aanvankelijk was het paleis als winterresidentie bedoeld, maar reeds Leopold I en zijn vrouw Louise-Marie verkozen het kasteel en het park van Laken boven het nogal kille paleis met zijn te kleine tuin.
Albert I is de laatste regerende koning die er gewoond heeft. Na zijn troonsbestijging eind 1909 verbleef hij er enkele maanden met zijn gezin. Het was de enige keer dat de door Leopold II aangelegde Koninklijke Appartementen door de koning zijn gebruikt. Deze appartementen in de oostelijke vleugel van het paleis worden al sinds Leopold II ter beschikking gesteld van buitenlandse staatshoofden die op officieel bezoek zijn. Het Appartement Koningin Astrid is dan bestemd voor de partner of huwelijkspartner van het bezoekende staatshoofd en het Appartement Fontainebleau voor de minister van Buitenlandse Zaken die hem vergezelt.
De Prinselijke Appartementen in de westelijke vleugel werden bewoond door prins Karel tijdens de Duitse bezetting in de Tweede Wereldoorlog en meteen nadien toen Karel regent van België was (1944-1950). Nadien heeft de latere koning Filip er gewoond tot hij in 1999 in het huwelijk trad en naar Laken uitweek. Filip is daarmee het laatste lid van de koninklijke familie dat effectief het paleis als woonplaats had.
In het paleis zijn de verschillende diensten van de koning en de andere leden van de koninklijke familie gevestigd, onder andere de koninklijke hofhouding. Ook is hier het Koninklijk Archief gevestigd, dat zo'n drie kilometer lopende banden bezit. Iedereen kan het archief raadplegen voor historisch onderzoek.
Ook worden hier ambassadeurs ontvangen, nieuwjaarsrecepties gehouden, huwelijksbanketten georganiseerd en na zijn overlijden wordt de vorst hier opgebaard in het Salon van de Denker.
Als de vorst in het land is, wordt de vlag gehesen op het middelste paviljoen. Als hij in het paleis aanwezig is, staat de erewacht aan de voorzijde.

## Zalen in het Koninklijk Paleis
- De Eretrap; gebouwd door Leopold II
- De Grote Voorkamer
- De Venetiëtrap;
- De Empirezaal; 18e-eeuws
- Het Klein Wit Salon; 18e-eeuws
- Het Groot Wit Salon; 18e-eeuws
- Het Goya-Salon
- Het Leopold I-Salon
- Het Salon van de Denker
- De Spiegelzaal; gebouwd door Leopold II
- De Marmeren Zaal
- Het Appartement Fontainebleau
- Het Salon van de Vaas
- Het Salon van de Ambassadeurs
- Het Salon van de Maarschalken
- Het Blauwe Salon (het Salon Bleu)
- Het Lodewijk XVI-Salon
- De Britse Appartementen
- De Appartementen van Koningin Astrid
- De Troonzaal; gebouwd door Leopold II
- De Grote Galerij; gebouwd door Leopold II
- De Muziekzaal

Daarnaast heeft het paleis nog veel andere zalen en gangen, verspreid over vier verdiepingen en de kelder.

## Afbeeldingen

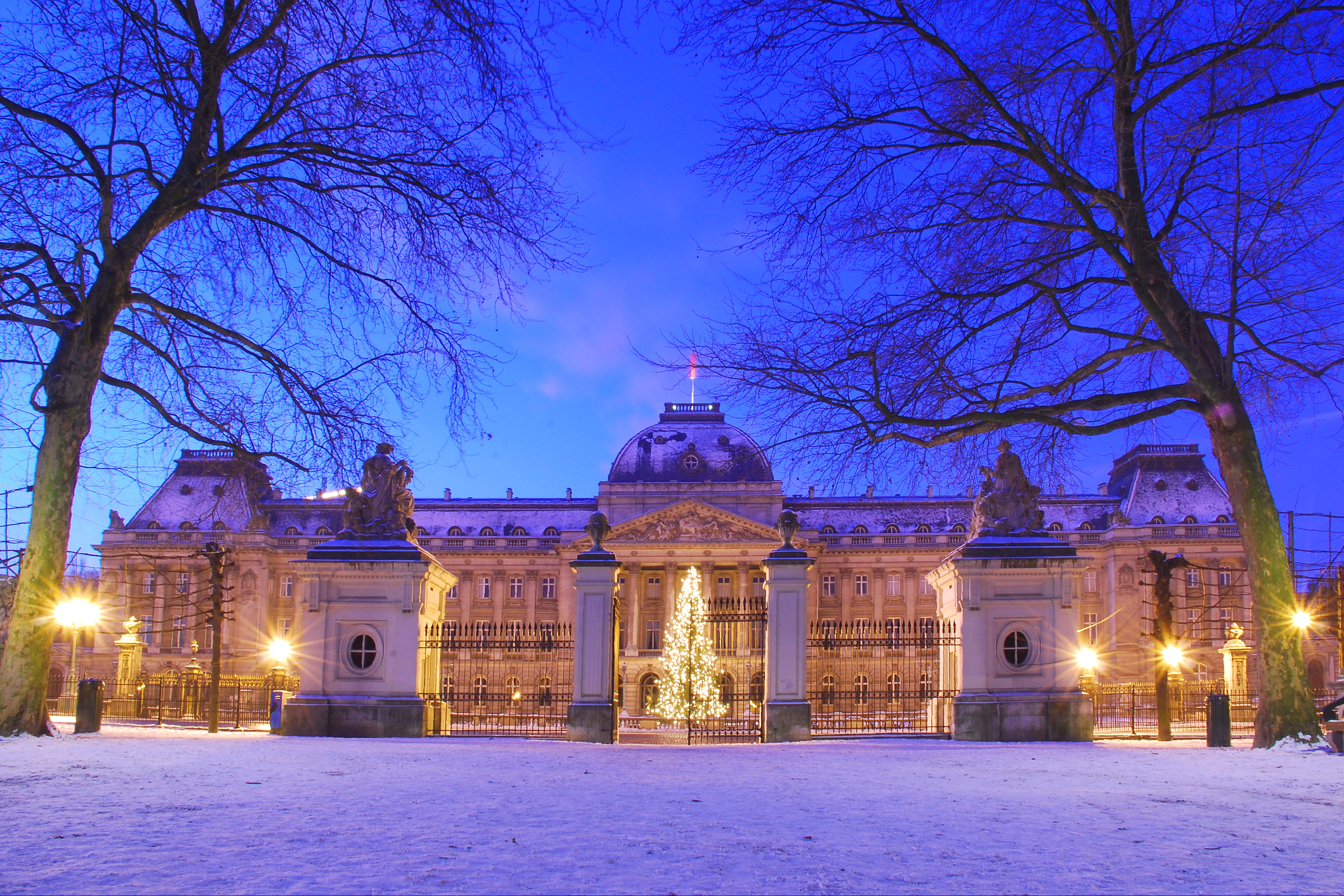
Gezien vanuit het Koninklijke Park
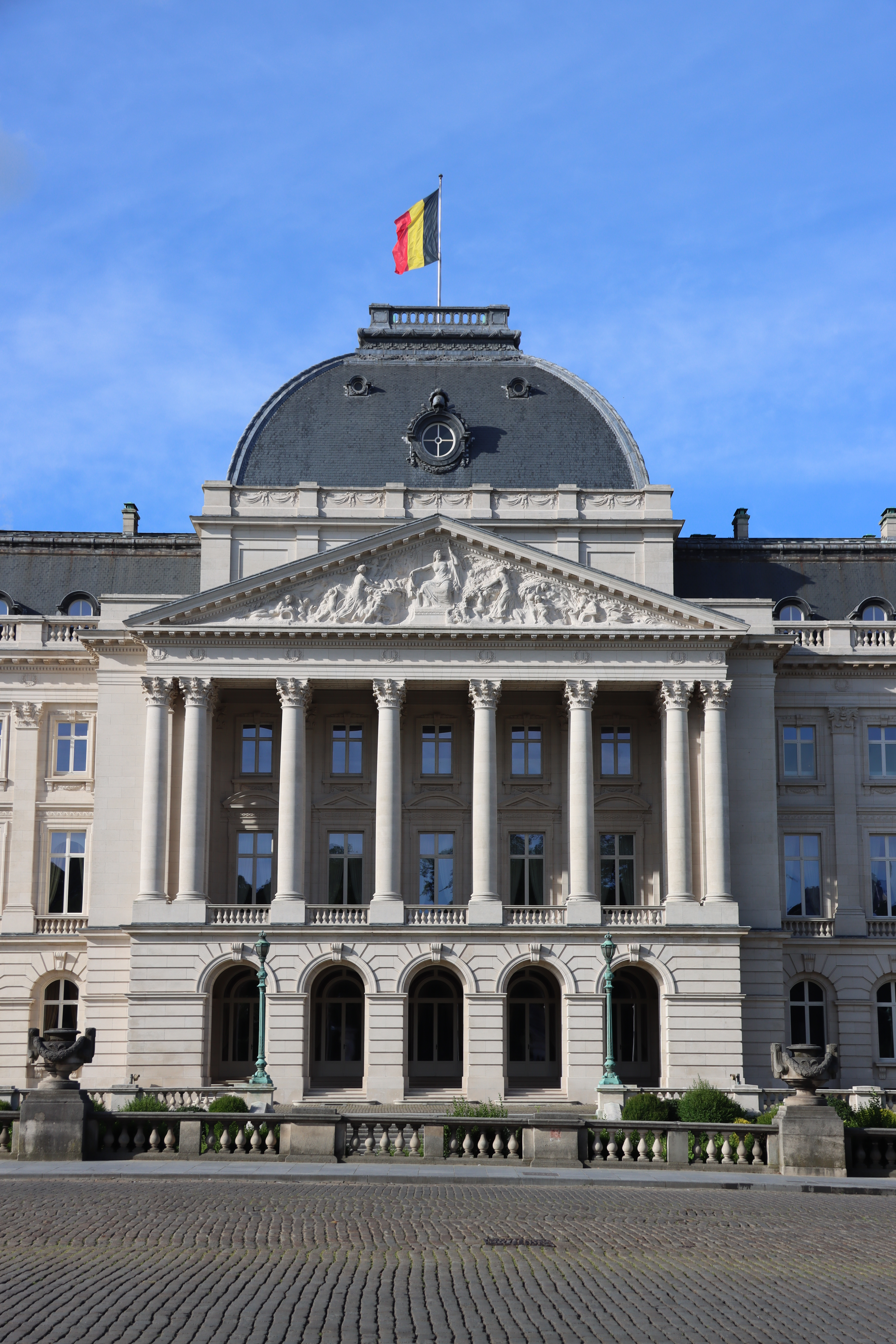
Het centrale paviljoen met fronton en zuilengalerij
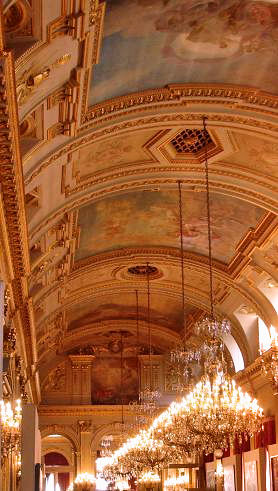
De Grote Galerij
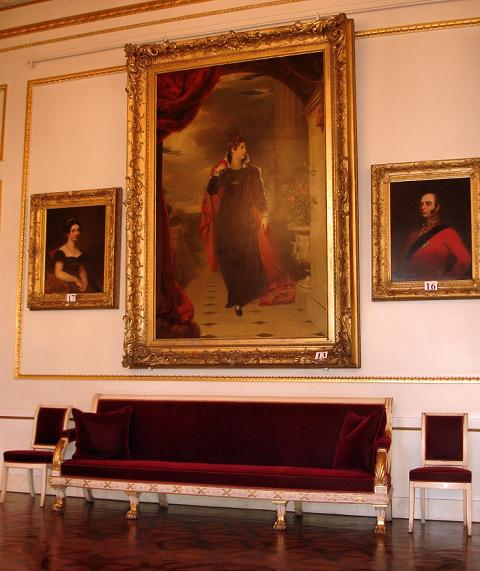
De Grote Voorkamer, portret van kroonprinses Charlotte van Wales
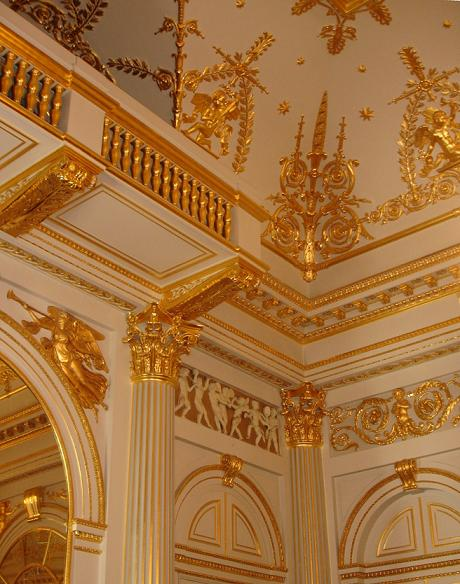
De 18de-eeuwse Empire-zaal
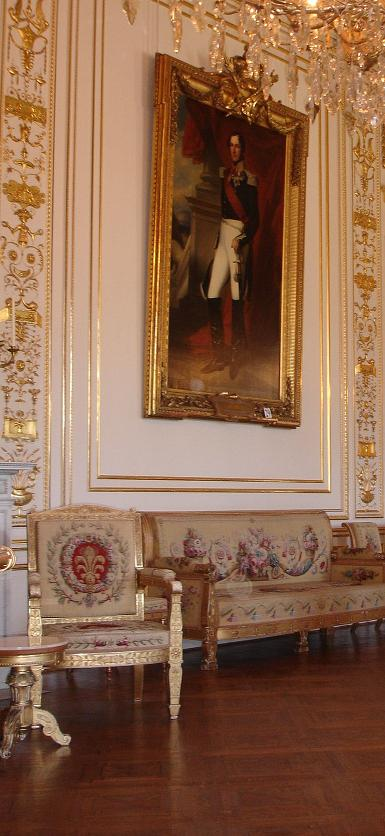
Groot Wit Salon; portret van Leopold I door Franz Xaver Winterhalter
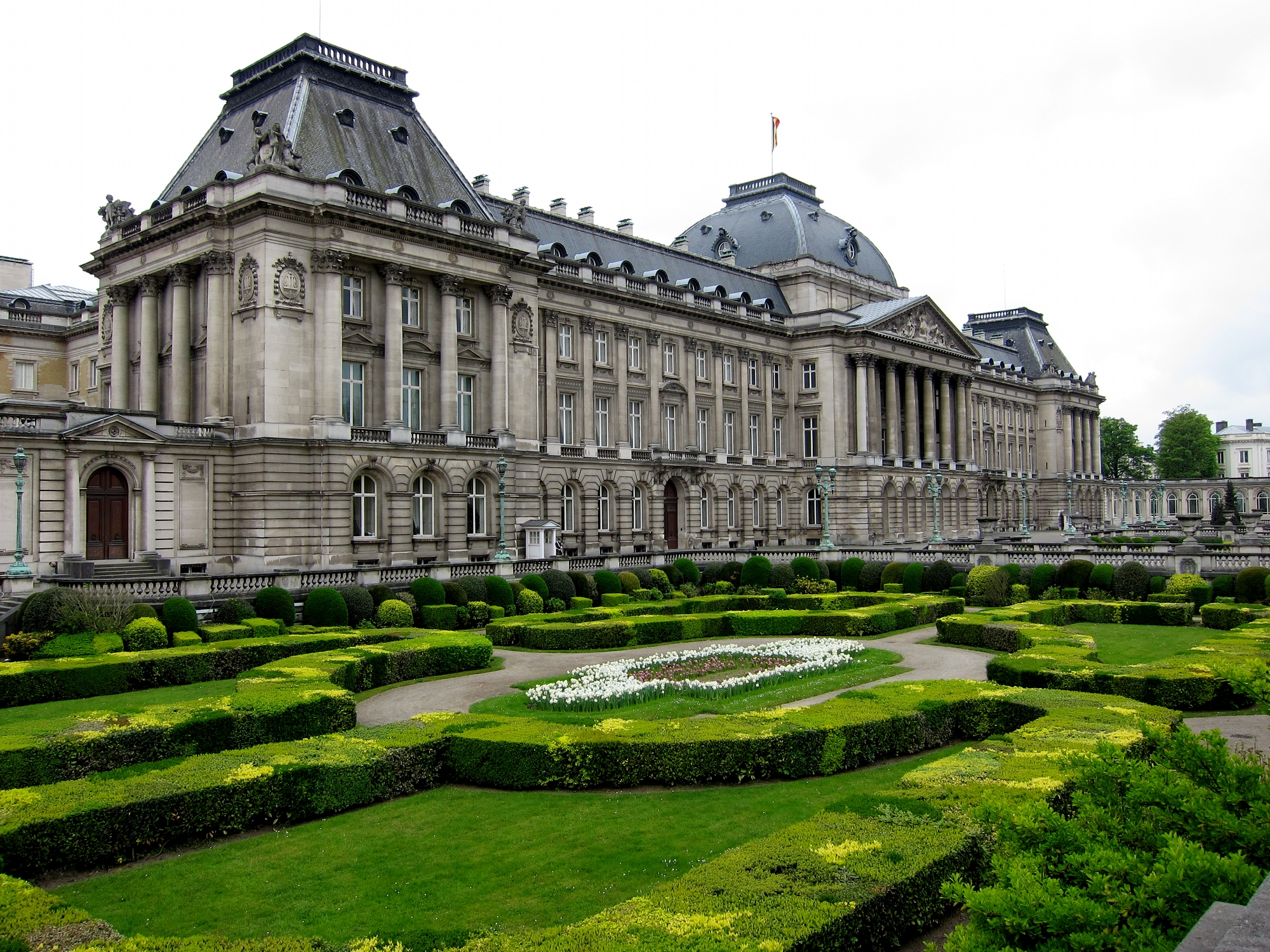
De Franse tuin

## Varia
- De grote salons op de eerste verdieping zijn gratis te bezoeken tijdens de vakantie na de Nationale Feestdag.
- Het Koninklijk Archief is te raadplegen na schriftelijk verzoek.

## Omgeving & bereikbaarheid
Het koninklijk paleis ligt aan het Paleizenplein, tegenover het Warandepark in Brussel. Het dichtstbijzijnde spoorwegstation is Brussel-Centraal. Voor de metro geldt dat het station Troon het dichtstbij is.